# Inocybe amblyspora
Inocybe amblyspora är en svampart som tillhör divisionen basidiesvampar, och som beskrevs av Robert Kühner. Inocybe amblyspora ingår i släktet Inocybe, och familjen Crepidotaceae. Arten har ej påträffats i Sverige.